# 秋田大学教育文化学部附属幼稚園
秋田大学教育文化学部附属幼稚園（あきただいがくきょういくぶんかがくぶふぞくようちえん）は、秋田県秋田市保戸野原の町にある、国立大学法人附属幼稚園。略称は附幼、秋大附幼など。

## 概要

### 特色
- 幼稚園の入園選考に合格した園児で構成される。

### 主な学校行事
- 春・秋---バス遠足

## 沿革
- 1911年（明治44年） - 秋田県女子師範学校附属幼稚園として、開園。
- 1943年（昭和18年） - 秋田師範学校附属幼稚園と改称。
- 1948年（昭和23年） - 秋田師範学校女子部校舎に移転。
- 1949年（昭和24年） - 秋田大学秋田師範学校附属幼稚園と改称。
- 1951年（昭和26年） - 秋田大学学芸学部附属幼稚園と改称。
- 1967年（昭和42年） - 秋田大学教育学部附属幼稚園と改称。
- 1998年（平成10年） - 秋田大学教育文化学部附属幼稚園と改称。

## 所在地
秋田県秋田市保戸野原の町14番32号